# Lampropsephus cyaneus
Lampropsephus cyaneus is een keversoort uit de familie kniptorren (Elateridae). De wetenschappelijke naam van de soort is, als Psephus cyaneus, voor het eerst geldig gepubliceerd in 1878 door Candèze, waarbij het epitheton in eerste instantie als "cynaeus" werd gespeld, een spelfout die door de auteur in hetzelfde werk nog werd gecorrigeerd.